# Miguel de la Torre y Pando
Miguel de la Torre y Pando, I Comte de Torrepando (Bernales, Karrantza, Biscaia, 1786 - Madrid, 1843), fou un militar i polític basc que va lluitar en les guerres d'independència de Veneçuela i Colòmbia com a part de l'expedició encarregada de sufocar la rebel·lió. D'aquesta etapa destaca la victòria que va obtenir en la batalla de la Hogaza i que va suposar un dur revés per als plans de Simón Bolívar, qui més tard ho derrotaria en la decisiva batalla de Carabobo.
De la Torre va ocupar, a més, els càrrecs de Capità General de Veneçuela i Capità General i Governador de Puerto Rico.

## Biografia

### Primers anys
Miguel de la Torre era fill de Miguel de la Torre y Bernales i de María de Pando Ortiz. Va néixer a Bernales, Biscaia, el 13 de desembre de 1786 i va ser batejat el dia 15. Als 14 anys es va unir a l'exèrcit espanyol com a soldat i, quatre anys més tard, va entrar en la Guàrdia de corps.
Amb l'esclat de la Guerra de la Independència Espanyola es va unir a la lluita contra els exèrcits napoleònics. Finalitzada la contesa, va aconseguir el rang de coronel en 1814.

### Guerres d'independència en Nova Magrana
A l'any següent va ser assignat a l'expedició militar dirigida per Pablo Morillo, que tenia per fi reconquistar Nova Granada, en aquells dies en poder dels independentistes.
Ascendit a brigadier després de la reconquesta de Nova Magrana, De la Torre va comandar un exèrcit en els Plans de Colòmbia i Veneçuela. Allí va tractar de defensar Angostura, però va ser derrotat per les forces de Manuel Piular en la batalla de Sant Félix, a l'abril de 1817. Més tard, va portar als seus homes al llarg del riu Orinoco, arribant a l'Oceà Atlàntic. Durant els següents tres anys, va continuar servint a l'exèrcit espanyol a Veneçuela, aconseguint victòries en el Hato de la Fogassa (1817) i en la batalla de la Porta i el Racó dels Toros (1818). Durant aquest període es va casar amb una criolla pertanyent a una important família veneçolana, María de la Concepció de la Vega i Rodríguez del Toro, cosina de Francisco Rodríguez del Toro, IV Marquès del Toro i de Fernando Rodríguez del Toro, germana de José Manuel de la Vega Rodríguez del Toro, Caballero de l'Ordre de Calatrava i cosina de l'esposa de Simón Bolívar, María Teresa Rodríguez del Toro i Alayza.
En 1820, va ser nomenat governador (cap polític superior) i capità general de Veneçuela, càrrec que va ocupar fins a 1822. Va participar en les negociacions entre els generals Bolívar i Morillo que van donar per resultat l'Armistici de Trujillo, el qual va establir una treva de sis mesos i una regulació de les regles de combat.
Després de la dimissió de Morillo i la seva posterior partida, De la Torre també va rebre el comandament suprem de l'exèrcit espanyol compost, a més de l'oficialitat espanyola, d'un gran component de criolls i indis. El 24 de juny de 1821 De la Torre va ser derrotat en la decisiva batalla desenvolupada en el camp de Carabobo. Malgrat que el començament li va anar favorable, l'atac de la cavalleria del general José Antonio Páez, la desobediència del general Francisco Tomás Morales quan se li va ordenar contraatacar i les desercions entre les seves files, van obligar a De la Torre a emprendre la retirada, la qual va portar a efecte gradualment, aconseguint refugiar a la majoria dels supervivents realistes en Port Cabell. Aquesta acció seria clau para les forces independentistes del general Bolívar i deixaria pràcticament segellada la independència de la Gran Colòmbia. A l'any següent, De la Torre va ser reemplaçat en les seves funcions per Francisco Tomás Morales el 4 de juliol de 1822.

### Capità General de Puerto Rico
Entre 1823 i 1837 De la Torre va ocupar els càrrecs de capità general i Governador de Puerto Rico, sent qui més anys va estar al comandament de l'illa durant el període colonial. Juntament amb el seu intendent José Domingo Díaz, al que coneixia de Veneçuela, l'objectiu principal de De la Torre va ser la prevenció d'una rebel·lió a l'illa, recorrent tant al despotisme com a la demagògia. Va establir així l'anomenat govern «de les Tres Bes»: ball, ampolla i baralla, doncs segons ell, un poble entretingut no pensa en rebel·lions. Va rebutjar l'intent d'invasió de Henri Ducoudray i va reprimir les idees liberals.
Malgrat l'opressió del seu govern, De la Torre va ser un propulsor del desenvolupament cultural i educatiu del país. Durant la seva administració es va construir el Teatre Municipal (Teatre Tàpia), es va autoritzar la fundació de 7 municipis i es va fundar el Seminari Conciliar Sant Ildelfonso. El 1832, De la Torre va ser nomenat el primer president de la Reial Audiència Territorial d'apel·lacions de Puerto Rico. També va afavorir el desenvolupament de la producció de sucre a gran escala.
En 1834 va ser nomenat Prócer del regne i el 1836 se li va concedir el títol de comte de Torrepando pels serveis prestats. En 1837 tornaria a Espanya, establint-se a Madrid.

### Tornada a Espanya i últims anys
En 1841 va ser nomenat Capità General de Castella la Nova. Durant el seu mandat es van desenvolupar els fets greus de l'intent de rapte d'Isabel II, perpetrat per il·lustres militars i polítics amb l'objectiu d'enderrocar al regent Baldomero Espartero. Miguel de la Torre com a capità general va avortar el complot i els conjurats van ser perseguits, molts d'ells capturats i sotmesos a un consell de guerra sumarísimo en el qual va ser sentenciat a ser afusellat el general Diego de León entre d'altres, a peu de la sentència del qual tenia obligació de signar De la Torre per la seva condició. No obstant això, donada l'amistat entre ells es va negar a signar, per la qual cosa voluntàriament va cessar en el càrrec de Capità General. El comte de Torrepando va morir a Madrid al maig de 1853 als 67 anys.

## Batalles i campanyes
| Lloc                                  | Data                                      | Succés                                                           |
| ------------------------------------- | ----------------------------------------- | ---------------------------------------------------------------- |
| Virregnat de Nova Granada             | 1 de setembre de 1815                     | Desembarcament per al Setge de Cartagena (1815)                  |
| Virregnat de Nova Granada en Casanare | 22 de juny de 1816                        | Combat de Upia (Pore): derrota al Coronel Manuel Roergas Serviez |
| Capitania General de Veneçuela        | 28 de gener de 1817                       | Batalla de Mucuritas                                             |
| Capitania General de Veneçuela        | 8 d'octubre de 1816 - 8 de juliol de 1817 | Campaña de Guaiana                                               |
| Capitania General de Veneçuela        | 2 de desembre de 1817                     | Batalla de la Hogaza                                             |
| Capitania General de Veneçuela        | 16 de març de 1818                        | Batalla de la Porta (1818)                                       |
| Capitania General de Veneçuela        | 24 de juny de 1821                        | Batalla de Carabobo (1821)                                       |
| Capitania General de Veneçuela        | 1822 - 1823                               | Defensa de Port Cabell                                           |

| Precedit per: Pablo Morillo | Capità General de Veneçuela 27 de novembre de 1820 – 4 de juliol de 1822 | Succeït per: Francisco Tomás Morales |